# КС Теута
ФК „Теута“ (Драч) (на албански Klubi i Futbollit Teuta Durrës, Клюби и Футболит Теута Дуръс) е албански футболен отбор от град Драч.

## Успехи
- Албанска суперлига
  -  Шампион (2): 1993/94, 2020/21
- Купа на Албания
  -  Носител (3): 1994/95, 1999/00, 2004/05
- Суперкупа на Албания
  -  Носител (1): 2019/20

- Мартин Керчев: 2011